# Vonne
Die Vonne ist ein Fluss in Frankreich, der in der Region Nouvelle-Aquitaine verläuft. Sie entspringt im Gemeindegebiet von Vouhé, entwässert generell in östlicher Richtung und mündet nach rund 73 Kilometern bei Vivonne als linker Nebenfluss in den Clain.
Auf ihrem Weg durchquert sie die Départements Deux-Sèvres und Vienne.

## Orte am Fluss
- Reffannes
- Ménigoute
- Sanxay
- Curzay-sur-Vonne
- Jazeneuil
- Lusignan
- Celle-Lévescault
- Vivonne